# Achmad Sjaichu
Achmad Sjaichu (* 29. Juni 1921 in Surabaya, Jawa Timur, Niederländisch-Indien; † 4. Januar 1995) war ein indonesischer Politiker der muslimischen Rechtsgelehrtenorganisation Nahdlatul Ulama, der größten islamischen Nicht-Regierungsorganisation der Welt.

## Leben
Sjaichu begann seine politische Laufbahn, als er 1950 zum Mitglied des Stadtrates von Surabaya gewählt wurde. 1955 erfolgte seine Wahl zum Mitglied des Repräsentantenhauses (Dewan Perwakilan Rakyat), in dem er die muslimische Rechtsgelehrtenorganisation Nahdlatul Ulama vertrat. Zugleich war er zwischen 1957 und 1979 Mitglied des Vorstandes der Nahdlatul Ulama. Zwischen 1958 und 1960 gehörte er dem Vorstand der NU-Fraktion an und war als Nachfolger von Arudji Kartawinata vom 13. November 1963 bis zum 15. November 1965 erstmals stellvertretender Sprecher des Repräsentantenhauses. Am 31. März 1966 wurde er Generalsekretär der Nationalen Front (Front Nasional) und fungierte zudem zwischen dem 24. Februar und dem 17. Mai 1966 erneut als stellvertretender Sprecher des Repräsentantenhauses. Darüber hinaus war er Zweiter Vizepräsident der NU.
Als Nachfolger von Mursalin Daeng Mamangung wurde er am 17. Mai 1966 Sprecher des Repräsentantenhauses und verblieb in dieser Funktion bis zu seiner Ablösung durch Idham Chalid am 28. Oktober 1971. 1978 wurde er Vorsitzender der neu gegründeten Organisation Ittihadul Muballighin.